# Mesoleptidea kodiakensis
Mesoleptidea kodiakensis är en stekelart som först beskrevs av William Harris Ashmead 1902.  Mesoleptidea kodiakensis ingår i släktet Mesoleptidea och familjen brokparasitsteklar. Inga underarter finns listade i Catalogue of Life.